# Kōsuke Fujishima
Kōsuke Fujishima (jap. 藤島 康介 Fujishima Kōsuke; ur. 7 lipca 1964 w Tokio) – rysownik japońskich mang. 
Przyciągnął uwagę publiczności po raz pierwszy jako redaktor magazynu Puff. Później został pomocnikiem Tatsuya Egawa przy mandze Be Free!. W 1986 r. zaczął swoją pierwszą oryginalną mangę – Taiho shichauzo, a kolejną była Oh! My Goddess (lub Ah! My Goddess). 

## Twórczość
- Taiho shichauzo
- Oh! My Goddess
- Sakura Wars
- éX-Driver
- Tales of Phantasia
- Gungrave
- Tales of the Abyss